# Един мъж и една жена
„Един мъж и една жена“ (на френски: Un homme et une femme) е френски филм драма от 1966 година на режисьора Клод Льолуш с участието на Жан-Луи Трентинян и Анук Еме. 

## В ролите
| Изпълнител        | Роля                  |
| ----------------- | --------------------- |
| Жан-Луи Трентинян | Жан-Луи Дюрок         |
| Анук Еме          | Ана Готие             |
| Пиер Бару         | Пиер Готие            |
| Валери Лагранж    | Валери Дюрок          |
| Антуан Сир        | Антуан Дюрок          |
| Суад Амиду        | Франсоаз Готие        |
| Анри Шемен        | Партньор на Жана-Луи  |
| Ян Бари           | Любовница на Жана-Луи |

## Награди и номинации
- 1966 – Печели награда „Златна палма“
- 1967 – Печели награда „Оскар за най-добър чуждоезичен филм“
- 1967 – Печели награда „Оскар за най-добър оригинален сценарий“
- 1967 – Печели награда „Златен глобус за най-добър чуждестранен филм“
- 1967 – Печели награда „Златен глобус за най-добра актриса в драматичен филм“ - Анук Еме
- 1967 – Печели награда „БАФТА за най-добра чуждестранна актриса“ - Анук Еме